# Wassertorstraße 26 (Quedlinburg)

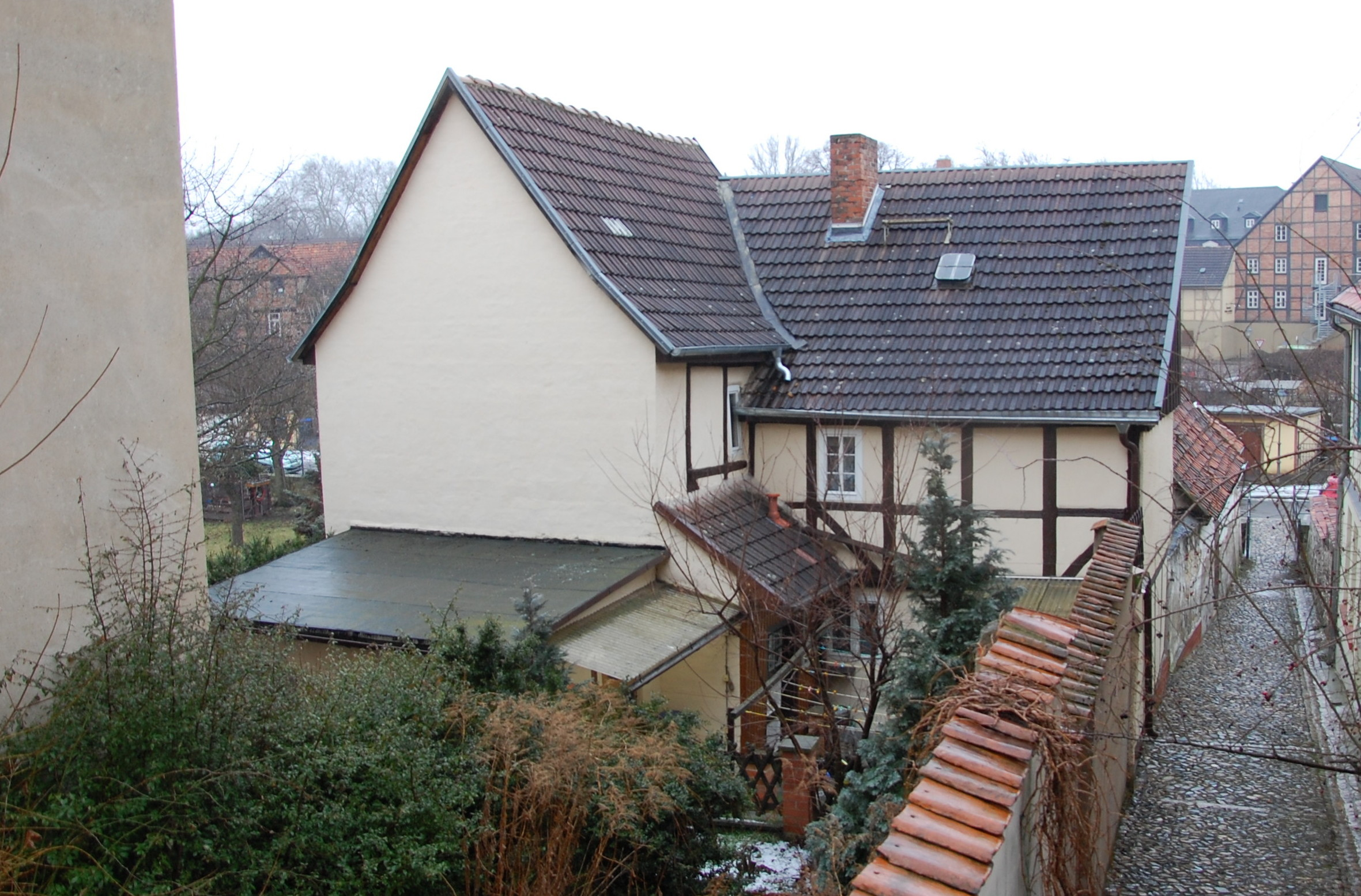
Haus Wassertorstraße 26, Blick von der Wassertorstraße

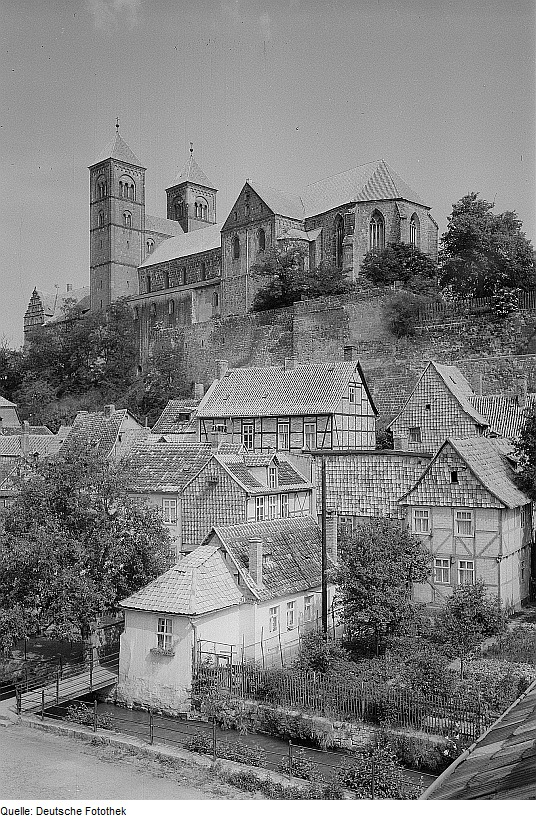
Blick von Süden über den Mühlgraben zum Schlossberg, rechts im Vordergrund das Haus Wassertorstraße 26

Das Haus Wassertorstraße 26 ist ein denkmalgeschütztes Gebäude in der Stadt Quedlinburg in Sachsen-Anhalt.

## Lage
Das Gebäude befindet sich an der Südseite des Quedlinburger Schloßberges im Stadtteil Westendorf. Es ist im Quedlinburger Denkmalverzeichnis als Wohnhaus eingetragen und gehört zum UNESCO-Weltkulturerbe. Das Anwesen liegt südlich und deutlich unterhalb der eigentlichen Wassertorstraße an einer kleinen zur Wassertorstraße gehörenden Gasse, die von der Straße hin zur Straße Unter dem Birnbaum führt. Südlich grenzt das gleichfalls denkmalgeschützte Haus Wassertorstraße 27 an.

## Architektur und Geschichte
Das zweigeschossige Fachwerkhaus stammt aus dem 18. Jahrhundert und prägt das Erscheinungsbild des Straßenzuges beim Blick vom südlich verlaufenden Mühlgraben zum Schloßberg. Zur Straße hin wurde die Fassade in späterer Zeit verputzt.